# Thames Centre
Thames Centre es un municipio canadiense situado en la provincia de Ontario.

## Superficie
Thames Centre tiene una superficie de 433,99 km².

## Demografía
En 2021, tenía 13 980 habitantes, una densidad poblacional de 32,2 hab./km², y 5316 viviendas.